# Cadarsac
Cadarsac är en kommun i departementet Gironde i regionen Nouvelle-Aquitaine i sydvästra Frankrike. Kommunen ligger i kantonen Libourne som tillhör arrondissementet Libourne. År 2022 hade Cadarsac 345 invånare.

## Befolkningsutveckling
Antalet invånare i kommunen Cadarsac
Referens:INSEE